# マンゴスツ・ブテレジ
マンゴスツ・ブテレジ（Mangosuthu Buthelezi、1928年8月27日 - 2023年9月9日）は、南アフリカ共和国の政治家。ズールー人の指導者として1975年にインカタ自由党 (IFP) を設立し、1994年までズールー人のホームランドであるクワズールーの首相の地位にあった。その後、1994年から2004年にかけては南アフリカ共和国政府の内相の座にあった。彼はしばしばShengeと呼ばれることがあるが、これはブテレジ一族における敬称のひとつである。
資料によっては英語読みである「マンゴストゥ・ブテレジ」とも呼ぶ場合もある。

## 人物
アパルトヘイト期の大半を通じて、ブテレジは最も重要な黒人指導者の一人と見なされていた。彼は1974年に反アパルトヘイトで知られた野党指導者ハリー・シュワルツと人種平等社会を非暴力的手段で実現することを目指すマハラバティニ宣言（白人と黒人の間で結ばれたという点でも画期的であった）に署名するなど、南アフリカの人種紛争に対する解決策の枠組みを作成する上で重要な役割を果たしたが、反共主義右派の立場を取ったため容共的なアフリカ民族会議と激しく対立した。1990年代初頭の民主南アフリカ会議（CODESA）において、彼はインカタ自由党を代表して交渉に参加したが、合意にしばしば否定的な態度を示し、全人種選挙への参加決定は選挙直前にまでずれ込んだ。1994年4月19日にブテレジは選挙参加に合意し、これによって全人種選挙は全有力政治勢力の参加するものとなった。1994年4月26日から29日の全人種選挙でインカタは3位につけ、ブテレジはIFPを率いて、ネルソン・マンデラが率いる国家統一政府に参加し、彼自身は内務大臣を務めた。2004年に連立を離脱した後も、ブテレジはIFPの党首の座を維持し続け、2014年の総選挙においてもその地位を維持した。
2019年1月20日、ブテレジはインカタ自由党の次期党首選に出馬しないことを表明し、党は第35回全国総会においてブテレジの後継者としてヴェレンコシニ・フラビサを選出した。

## 経歴

### 幼少期
ブテレジは1928年8月27日にナタール州マフラバティニにてMathole Buthelezi族長と、ズールー王Solomon kaDinuzuluの妹であるMagogo kaDinuzuluの間に生まれた。彼は同州ノンゴマのマハシニにあるImpumalanga小学校で1933年から1943年まで教育を受けた後、Amanzimtotiにあるアダムズ・カレッジで1944年から1947年まで学んだ。その後ブテレジは1948年にフォートヘア大学へと進学し、1950年まで学んだ。ここで彼はアフリカ民族会議青年連盟に参加し、ロバート・ムガベやロバート・ソブクウェと交流を持った。しかし彼は学生のボイコット運動によって放校処分となり、後にナタール大学で学位を取得することとなった。

### クワズールーの指導者
ブテレジは1953年に大部族であるブテレジ族の首長を継承した。彼は1963年から1964年にかけてロルクズ・ドリフトの戦いを描いたマイケル・ケインとスタンリー・ベイカー主演の映画「ズール戦争」のアドバイザーを務めた。また彼自身も映画に出演し、彼の高祖父であるセテワヨ・カムパンデを演じた。ズールー人内の大部族の族長であり、またズールー王グッドウィル・ズワリティニ・カベクズールーの叔父にあたることからブテレジはズールー人の中で頭角を現していき、1970年にはクワズールー自治区の指導者に任命され、1976年にはクワズールー・ホームランドの首相に就任した。1970年代に起こった黒人意識運動は、ブテレジの強い反共主義のため、彼をアパルトヘイトの協力者と見なした。一方で、ブテレジはネルソン・マンデラが刑務所から釈放されアフリカ民族会議の活動禁止が解除されるまで、一貫してクワズールーの独立とそれに伴う政治的取引を拒絶し続けた。当時南アフリカ政府はホームランドの「独立」を強力に推進していたが、ブテレジはズールー人は南アフリカ市民であるとしてこの動きを拒絶した。
クワズールーの内政面においては、ブテレジは中央政府から多額の補助金を獲得することに力を注いだ。この補助金は主に老齢年金の形を取っており、ブテレジはこの年金の分配を差配することでクワズールー内における自らの政治的影響力をより強めていった。一方で、1974年から1975年にかけてのクワズールー政府予算は自己予算がわずか19.7％にすぎず、80％以上が南アフリカからの補助金によって占められるなど、この政策は南アフリカ中央政府への過度の財政依存を招いた。
教育方面においては、彼は1970年代後半から1980年代初期にかけて、教師養成および看護大学の設立に尽力した。また、彼は友人のハリー・オッペンハイマーに依頼して、ダーバンの南にあるウムラジに、マンゴスツ技術大学を設立させた。1993年に、彼はナタール議会において行った演説において、世界最長のスピーチの記録を樹立した。

### マハラバティニ宣言
1974年1月4日、南アフリカの左派政党である連合党のハリー・シュワルツはブテレジと会談し、マハラバティニ宣言に署名した。彼らは、南アフリカの人種的平和のための5点計画に同意した。この宣言の目的は、南アフリカ政府に人種間の平和のための構想を提供することだった。この宣言ではすべての人を対象とした交渉により、人権を保障する憲法の作成を目指し、そのために連邦制の導入が適切であることを示唆していた。また、この政治的変化は非暴力的な手段でなされなければならないことも最初に確認された。この宣言は、これらの原則を支持する黒人・白人双方の指導者による最初の合意だった。この平和的政治変化への合意は、与党国民党や最大解放勢力のアフリカ民族会議が平和的解決策を指向していないときに宣言され、主に英語系のマスコミによって支持された。ボプタツワナのルーカス・マンゴーペやレボワのCedric Phatudi、ガザンクルのHudson Ntsanwisiなどいくつかのホームランドの指導者はこの宣言に支持を表明し、またアラン・ペイトンなどのリベラル派白人からも支持を受けていた。

### インカタ自由党の設立とANCとの対立
ズールーでは1920年代、ソロモン王の治世にインカタ（草の冠）という名の文化面での諮問機関が設立されていたものの、数年で活動を停止していた。この文化協会を復活させるようANC亡命指導部の議長であるオリバー・タンボに勧められたブテレジは、1975年にインカタを再興した。この政党は当初アフリカ民族会議（ANC)から支持を受けていたものの、一方で黒人意識運動の指導者の多くはブテレジの政策に明確に反対していた。たとえばロバート・ソブクウェはブテレジを国民党政府の協力者であると非難し、このため彼は同運動系の施設への立ち入りを禁止された。1979年に、ブテレジとインカタ自由党は、ANCが軍事部門ウムコント・ウェ・シズウェによる武装路線を支持していることを理由に、両党の関係を断絶した。この対立を解消するためにロンドンで両党間の会議が行われたものの溝は埋まらず、両党の関係は急激に悪化した。
1982年、ブテレジは、ナタール北部のイングワブマ地域をスワジランド政府に譲渡するという国民党政府の計画に反対した。裁判所は、1972年の独自の黒人基本法において定められた地域住民との協議を行わなかったという理由で、彼に有利な判決を下した。結局、この反対によって同地の割譲計画は中止された。
この時期まではインカタとANCの対立は未だに激しいものとはなっていなかったが、1984年に統一民主戦線（UDF)が結成されると、全黒人の団結を重視するUDFとズールー人の利益を重視するインカタとの対立が先鋭化し、UDFと強いつながりを持つANCとの関係もまた悪化していった。ブテレジはマグヌス・マラン将軍と協力して、1984年から1994年にかけてウルンディやクワズールーにおいて若者を徴募し、準軍事組織を設立していたとされる。

### 全人種選挙まで
1990年2月にマンデラが釈放され、ANCが合法化されると、それまでナタール州内にとどまっていた衝突はただちにズールー人労働者の多いトランスバール州へと波及し、国内の深刻な治安悪化を引き起こした。これを受け、1991年1月にはマンデラとブテレジが会談を行って和平合意がなされ、次いでインカタとANC、さらに与党国民党は和平合意を行ったものの、事態は沈静化しなかった。1991年に民主南アフリカ会議（CODESA）が開始されるとブテレジはインカタ自由党の代表者として参加したものの、国民党やANCが中央集権体制を望んでいたのに対し、インカタは存立基盤であるクワズールーの自治権を失うわけにはいかなかったためブテレジは地方分権的な連邦制を強硬に主張し、しばしば会議から脱退した。このころからインカタは徐々にCODESA反対の姿勢を鮮明にし始め、1992年10月にはボプタツワナ・ホームランドのルーカス・マンゴーペ首相や、白人右翼政党で野党第一党である保守党のアンドリース・トリューニヒト党首らと「憂国南アフリカ」を結成してCODESAの解体を要求した。1993年11月には全人種選挙を実施するための暫定憲法が採択されたが、ブテレジとインカタはこの案に反対し選挙の不参加を表明した。
1994年4月に予定された全人種選挙において、ブテレジとインカタ自由党は不参加の立場を維持し続けたものの、3月に入ると反対派の急先鋒だったボプタツワナ・ホームランドでマンゴーペ首相が失脚したことをきっかけに、クワズールー以外の全ホームランドが選挙参加を決定し、さらにこれを見た右翼穏健派のコンスタンド・フィリューンが白人保守派政党である自由戦線を結成して選挙参加を決めたことで、有力政治勢力の中で選挙否定派はブテレジ率いるインカタを残すのみとなった。ネルソン・マンデラとフレデリック・デクラークはズールーのグッドウィル・ズワリティニ王に選挙後のズールー王室の特別な地位の保証を提示することで揺さぶりをかけ、選挙反対派のブテレジと引き離そうとした。この提案は上手くいかなかったものの、この提案はズールーにとって不利なものでは全くないため、ブテレジ自身はこの提案に対し好意的だった。南アフリカ国内のほか、アメリカの元国務長官であるヘンリー・キッシンジャーおよびイギリスの元外務大臣であるピーター・キャリントンに率いられた国際調停団も、ブテレジにボイコットの撤回と選挙参加を求めた。こうしてブテレジは、4月19日のマンデラおよびデクラークとの会談において、ズールー王の儀式的地位の保証およびズールー地域における自治強化のために外国の調停団がインカタの主張を検討することを認めさせる代わりに選挙参加を決断した。これにより、南アフリカの有力政治勢力はすべて総選挙に参加することとなった。
しかしブテレジの支持はこの時期急速に衰えており、決断はやや遅きに失していた。そのためインカタ自由党は1994年4月26日から29日の全人種選挙において、クワズールー・ナタール州を除いてはわずかな票しか得られなかったが、それでも同州では過半数の票を獲得し、全体では10.5％の票を得て議席数は3位につけた。暫定憲法においては5％以上の得票を得た政党の強制連立規定が存在したため、インカタ自由党は自動的に第一党のアフリカ民族会議および第二党の国民党と連立を組むこととなり、1994年5月、マンデラ大統領によってブテレジは国民統合政府の内務大臣に任命された。

### アパルトヘイト以後

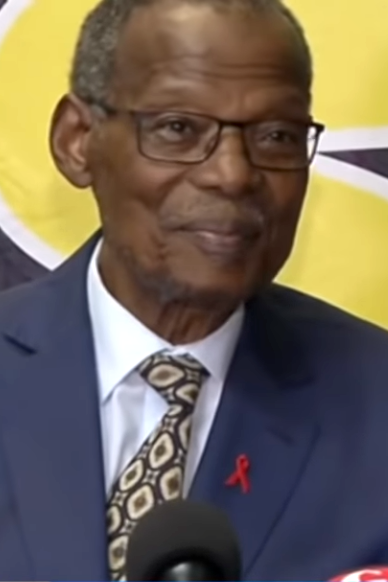
晩年のブテレジ(2019年)

新政府成立後もブテレジはズールーの自治を強硬に主張し続けたが、このころからブテレジとグッドウィル・ズウェリティニ王との関係が悪化しはじめた。1995年1月にはブテレジはクワズールー・ナタール伝統首長会議の議長に選出されたが王は反対を表明し、以後ズウェリティニ王はANCを支持することとなった。同年2月にはブテレジは議会からインカタの議員を引き上げさせ、5月にはブテレジがズールー人に蜂起を呼びかけるにまで至ったものの、以後やや状況は好転し、1996年に新憲法によって強制連立規定が解除され連立離脱が可能となった後も、インカタは連立への参加を続けた。しかし、旧トランスバール州などナタール州外でのインカタ支持は早期に縮小し、また1996年のクワズールー・ナタール州の地方選においては第一党とはなったものの、都市部ではANCに大敗を喫し、以後同党の退潮傾向は鮮明となった。2004年の総選挙後にインカタは連立を解消し、ブテレジも内相を辞任した。2019年1月20日、ブテレジはインカタ自由党の次期党首選に出馬しないことを表明し、党は第35回全国総会において彼の後継者としてヴェレンコシニ・フラビサを選出した。
2023年9月9日朝、死去。94歳没。
日本ではダライ・ラマ法王日本代表部事務所から哀悼のメッセージが送られた。

## 評価
南アフリカの黒人社会ではしばしば物議を醸す人物として記憶されている。その一方で、ANC党の恩恵を受けなかった一部の国民や、反マンデラ、反共主義派の黒人ナショナリスト、連邦政府に不満を持つボーア人やアフリカーナーなどからは一定の評価を受けている。